# ヘルシンキ・フィルハーモニー管弦楽団
ヘルシンキ・フィルハーモニー管弦楽団（ヘルシンキ・フィルハーモニーかんげんがくだん、フィンランド語：Helsingin kaupunginorkesteri, 英語：Helsinki Philharmonic Orchestra）は、フィンランドのヘルシンキを本拠地とするオーケストラ。

## 沿革・活動
ヘルシンキに所在するフィンランディア・ホールで主に演奏を行っている。シベリウスの交響曲第1番から第6番までは、このオーケストラによって初演されている。現在も存続する北欧諸国のオーケストラとしては最も長い歴史を持つ。

## 年表
- 1882年、2人の裕福な実業家の後援を受けたロベルト・カヤヌスにより、「ヘルシンキ・オーケストラ協会」として創立される。
- 1885年、オーケストラの水準向上のため、オーケストラ学校を設立（1914年まで存続）。
- 1886年、合唱団を併設。
- 1895年、ヘルシンキ・オーケストラ協会からヘルシンキ・フィルハーモニック協会へ名称変更。
- 1900年、パリ万国博覧会での公演を機に、国外公演を開始、国際的知名度を高めていく。
- 1914年、ヘルシンキ市から助成金を受けられるようになり、運営が安定する。競争相手のヘルシンキ交響楽団と合併し、現在の名称となる。
- 1962年、この年までフィンランド国立オペラのオーケストラとしても活動を続ける。
- 1972年、本拠地ホールとなるフィンランディア・タロが完成する。
- 2011年、本拠地ホールを新築のムジーッキ・タロ（フィンランド語版、英語版）に移転。

## 首席指揮者
- ロベルト・カヤヌス （1882年 - 1932年）
- イェオリ・シュネーヴォイクト （1932年 - 1940年）
- アルマス・ヤルネフェルト （1942年 - 1943年）
- マルッティ・シミラ （1945年 - 1951年）
- タウノ・ハンニカイネン （1951年 - 1963年）
- ヨルマ・パヌラ （1965年 - 1972年）
- パーヴォ・ベルグルンド （1975年 - 1979年）
- ウルフ・セーデルブルム （1978年 - 1979年）
- オッコ・カム （1981年 - 1989年）
- セルジウ・コミッシオーナ （1990年 - 1994年）
- レイフ・セーゲルスタム （1996年 - 2008年）
- ヨン・ストルゴールズ （2008年 - 2015年）
- スサンナ・メルッキ（英語版） （2016年 - 2023年）
- ユッカ＝ペッカ・サラステ （2023年 - ）